# マリーゴールド・ホテル 幸せへの第二章
『マリーゴールド・ホテル 幸せへの第二章』（マリーゴールドホテル しあわせへのだいにしょう、The Second Best Exotic Marigold Hotel）は、2015年に製作された英米のコメディ映画である。監督はジョン・マッデン、主演はジュディ・デンチが務める。本作は2012年に公開された『マリーゴールド・ホテルで会いましょう』の続編である。

## あらすじ
ミュリエル・ドネリーとソニー・カプールはホテル界の大物タイ・バーレイに商談を持ちかけるためにカリフォルニア州サンディエゴへと向かった。2人はバーレイにマリーゴールド・ホテルと提携してインドに2つ目のホテルを開業しないかと持ちかけた。バーレイは2人の提案を受け入れるべきか否かを判断するためにインドに査察官を送り込んだ。
2人がジャイプルに戻ると、イヴリン・グリーンスレイドに織物販売をやってみないかというオファーが来ていた。イヴリンは79歳の自分が重責と頻繁な移動に耐えられるか自信を持てなかった。その話を聞いたダグラス・エインズリー（イヴリンの恋人）はイヴリンが職に就くことで2人で一緒にいる時間が無くなるのではないかと考えていた。
ソニーは恋人スナイナとの結婚を間近に控えていたが仕事の方も忙しくなったため、私生活と仕事の両立が難しくなった。そんなときに、アメリカからやってきた査察官だと名乗るガイ・チャンバースがマリーゴールド・ホテルにやってきた。チャンバースはソニーの母親に接近し、2人はロマンチックな関係になった。ソニーはその様子を見守っていた。しかし、程なくしてチャンバースが査察官ではないことが判明したため、ソニーは憤慨した。
マッジ・ハードキャッスルはインド人2人から求婚され、どうすべきか迷っていた。その頃、ノーマン・カズンズは恋人のキャロルが浮気をしている現場を目撃してしまった。
ダグラスは自分の娘にイヴリンを紹介しようと躍起になっていたが、ついにそれが実現した。しかし、娘と一緒にダグラスの元妻ジーンもインドにやってきた。ジーンはダグラスに正式に離婚するように求めてきた。
こうして、お年寄りたちとホテルの支配人ソニーは人生の岐路に立たされるのだった。

## キャスト
※括弧内は日本語吹替
- イヴリン・グリーンスレイド - ジュディ・デンチ（一柳みる）
- ミュリエル・ドネリー - マギー・スミス（久保田民絵）
- ダグラス・エインズリー - ビル・ナイ（伊藤和晃）
- ソニー・カプール - デーヴ・パテール（内田夕夜）
- マッジ・ハードキャッスル - セリア・イムリー（英語版）（小宮和枝）
- ジーン・エインズリー - ペネロープ・ウィルトン（寺内よりえ）
- ノーマン・カズンズ - ロナルド・ピックアップ（坂口芳貞）
- キャロル・パー - ダイアナ・ハードキャッスル（英語版）（水野千夏）
- スナイナ - ティナ・デサイ（英語版）（甲斐田裕子）
- ローラ・エインズリー - クレア・プライス（英語版）
- カプール夫人 - リレット・デュベイ（英語版）（水野ゆふ）
- ガイ・チャンバース - リチャード・ギア（菅生隆之）
- タイ・バーレイ - デヴィッド・ストラザーン
- ラヴィニア・ビーチ - タムシン・グレイグ
- クシャル - シャザド・ラティフ（英語版）
- バブール - ラジェシュ・タイラング（英語版）
- Mr.ドハールナ - デンジル・スミス（英語版）

## 製作
2012年10月29日、オル・パーカーがフォックス・サーチライト・ピクチャーズの重役に『マリーゴールド・ホテルで会いましょう』の続編製作を持ちかけたと報じられた。同年12月2日、コリン・ファースとヘレン・ミレンに出演オファーが出ていると報じられた（最終的には出演に至らなかった）。
2013年10月28日には、前作の主要キャストの続投が決まった。30日、リチャード・ギアに出演オファーが出ていると報じられた。2014年1月10日にはギア本人が本作に出演すると述べた。同じ日に、インドのジャイプルで主要撮影が始まった。

## マーケティング
2014年8月7日、本作のタイトルが『The Second Best Exotic Marigold Hotel』だと正式に発表され、それと同時にファースト・トレイラーが公開された。

## 興行収入
2015年2月26日、本作はイギリスで公開され、380万ポンドを稼ぎ出し、週末興行収入ランキング初登場1位となった。公開第2週には190万ポンドを稼ぎ出し、2週連続で週末興行収入ランキング1位となった。
同年3月6日にはアメリカでの公開が始まり、860万ドルを稼ぎ出し週末興行収入ランキング初登場3位となった。

## 評価
本作は賛否両論となった（肯定派優勢）。映画批評集積サイトのRotten Tomatoesには151件のレビューがあり、批評家支持率は62%、平均点は10点満点で6点となった。サイト側による批評家の意見の要約は「『マリーゴールド・ホテル 幸せへの第二章』（The Second Best Exotic Marigold Hotel）はそのタイトルの付け方からもわかるように、オリジナリティのある映画だ。しかし、これだけの実力派俳優をつかったにも拘らず、彼（彼女）たちの魅力と才能はほとんど生かされていない。」となっている。また、Metacriticには36件のレビューがあり、加重平均値は51/100となっている。なお、本作のシネマスコアはB+となっている。